# Alte Bibliothek (Berlin)
L’Alte Bibliothek (« Ancienne Bibliothèque » en français ; autrefois la « Bibliothèque royale ») est un monument historique qui se trouve sur la Bebelplatz au centre Berlin, à proximité de l'avenue Unter den Linden dans le quartier de Mitte. La façade incurvée, de facture clairement baroque, lui vaut le surnom de Kommode (« commode »). 
Construite de 1775 à 1780, sous le règne de Frédéric le Grand, elle constitue sans nul doute l'édifice le plus intéressant de la place. Les plans qui avaient servi de base pour la construction ont été dessinés dès 1726 par l'architecte Joseph Emanuel Fischer von Erlach pour la Michaelertrakt de la Hofburg à Vienne. Gravement endommagé durant la Seconde Guerre mondiale, l'édifice fut reconstruit dans les années 1963-1969 et abrite aujourd'hui la faculté de droit de l'université Humboldt de Berlin.

## Histoire
L'Alte Bibliothek fait partie du Forum Friedricianum, une espace public s'étendant du château de Berlin sur l'avenue Unter den Linden jusqu'à la statue équestre de Frédéric le Grand, proposé par le roi de Prusse lui-même et réalisé par l'architecte Georg Wenzeslaus von Knobelsdorff à partir de 1740. Dans ce bâtiment, Frédéric II voulait présenter au public les documents, inventaires et ouvrages de la Bibliothèque royale. Les travaux durèrent de 1775 à 1780 sur les plans de Georg Christian Unger (1743-1799).

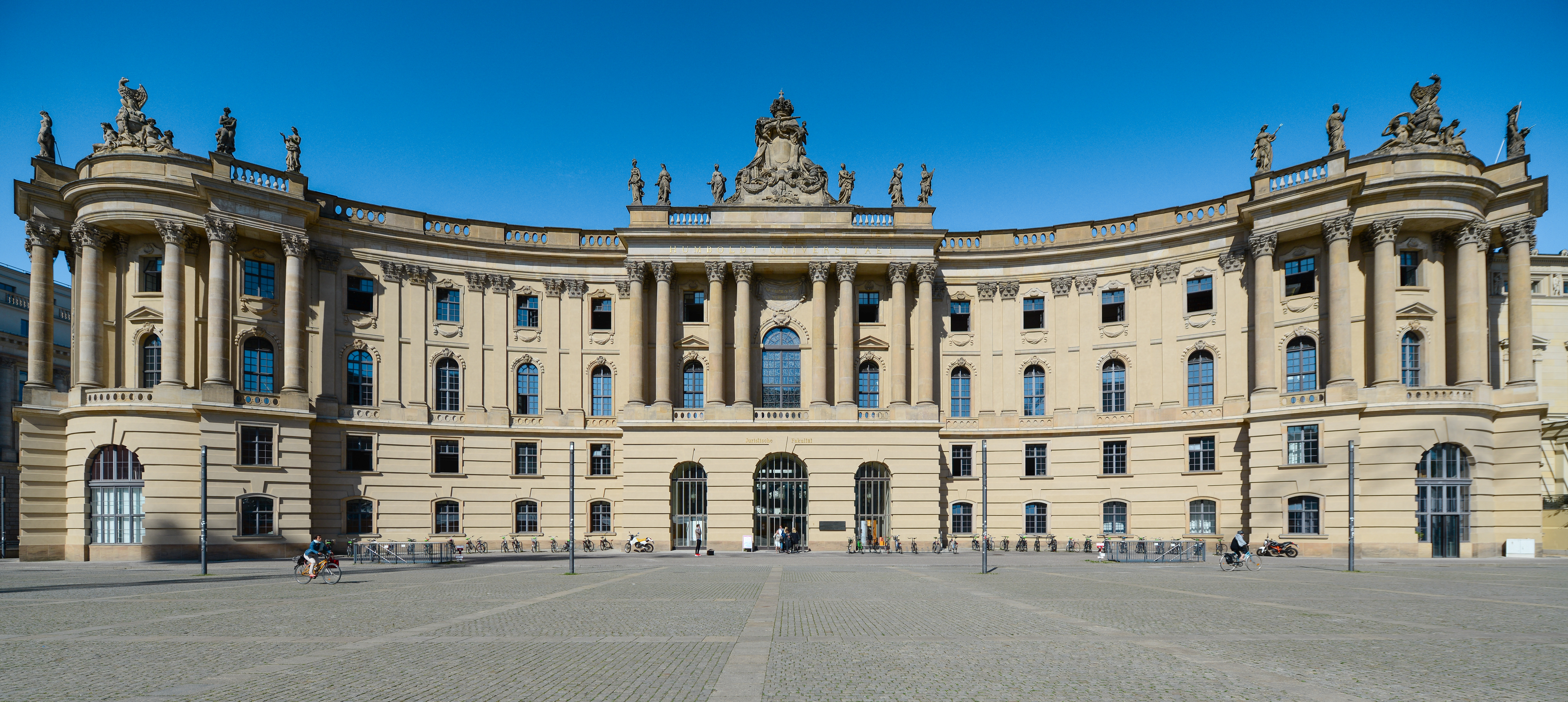
L'Alte Bibliothek.

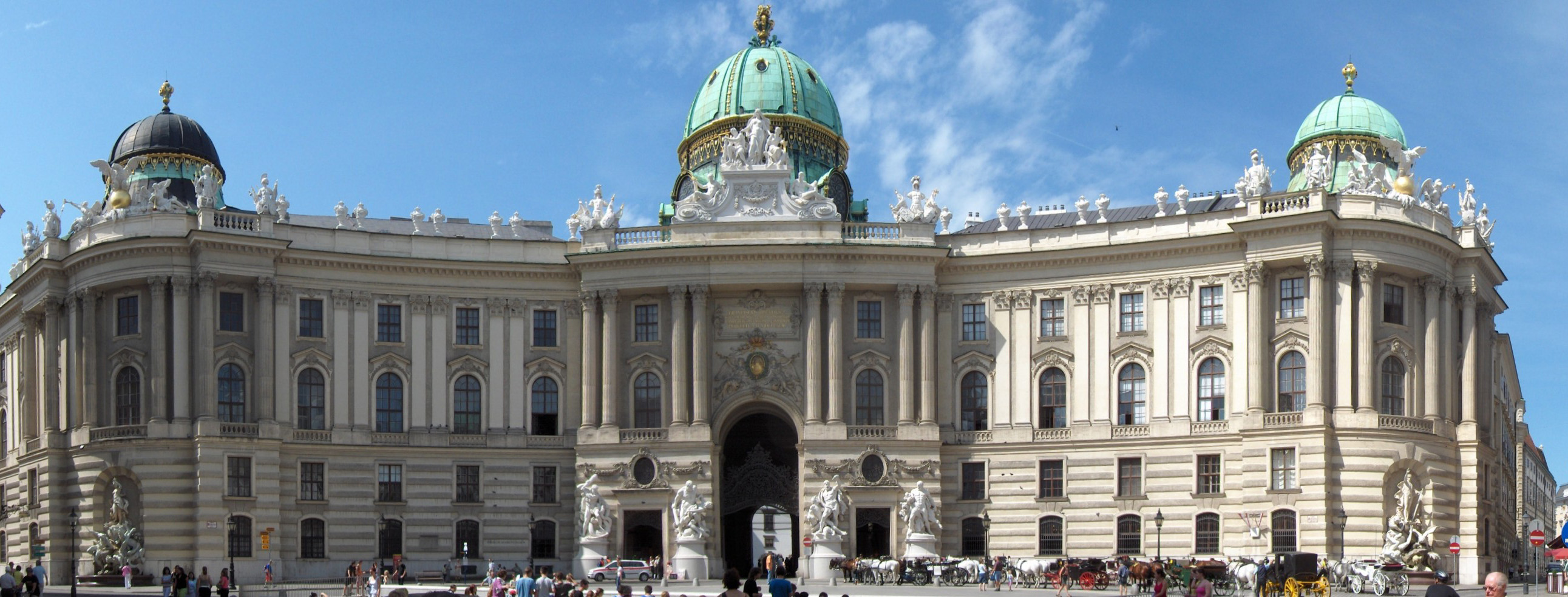
La Michaelertrakt de la Hofburg.

Fait remarquable, le roi avait ordonné de recourir aux plans existants de l'architecte autrichien Joseph Emanuel Fischer von Erlach (1693-1742), que ce dernier avait conçu en 1726 pour la Michaelertrakt, une aile du château de la Hofburg à Vienne. Ses dessins étaient publiés en taille-douce ; néanmoins, le projet n'était pas réalisé jusque-là. Ce n'est que cent ans plus tard que la Michaelertrakt fut construite entre 1889 et 1893 sous une forme légèrement modifiée. L'Alte Bibliothek est donc une réplique qui est plus ancienne que l'originale. 
L'adaptation du projet à une situation tout à fait différente de celle dans la vieille ville de Vienne ne s'est pas faite sans difficulté. Jusqu'à nos jours, le bâtiment se distingue donc de son environnement, notamment des immeubles de l'opéra vis-à-vis, du palais du Prince Henri et du cathédrale Sainte-Edwig. En 1784, les 150 000 volumes de la bibliothèque, fondée en 1661 par le « Grand Électeur » Frédéric-Guillaume Ier de Brandebourg, furent transférées dans le nouveau bâtiment. 

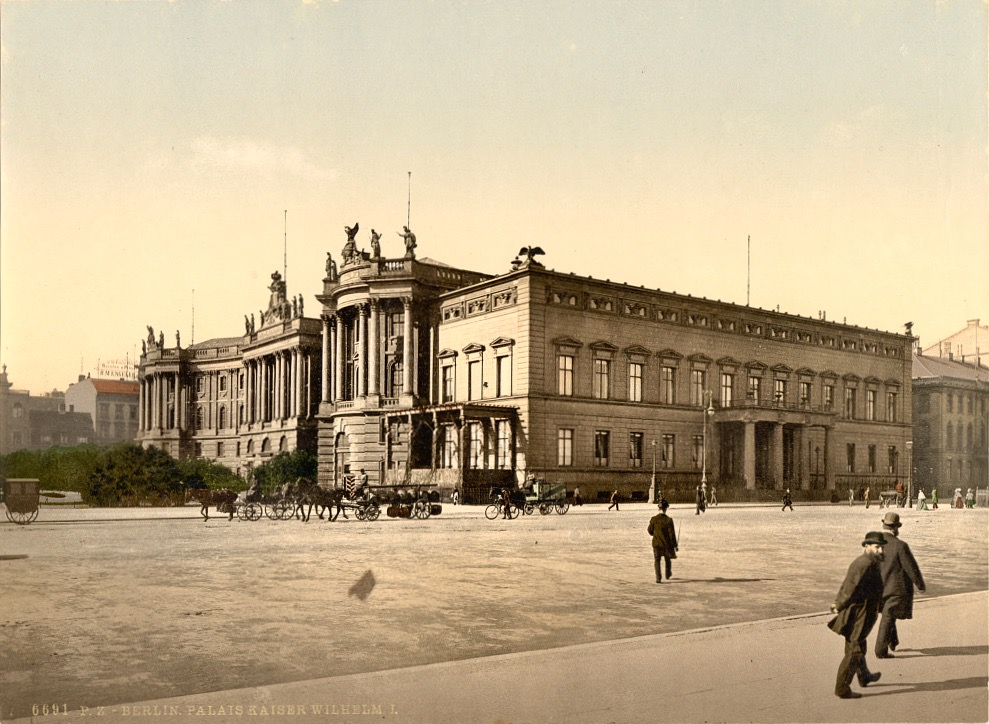
L'Alte Bibliothek et le Vieux Palais (à droite) vers 1900.

Au cours des décennies suivantes, les fonds ont été considérablement complétés, notamment par la collection des œuvres des Lumières, dont les écrits de Kant, Leibniz, Diderot, Rousseau et Voltaire. Au début du XIXe siècle, elle était l'une des plus grandes bibliothèques publiques dans la zone linguistique allemande. Parmi les utilisateurs se trouve également Vladimir Ilitch Lénine lors de sa tournée européenne en 1895. En 1905,  un nouveau bâtiment abritant la bibliothèque, conçu par Ernst von Ihne, fut inauguré sur Unter den Linden. À la fin de la monarchie en Allemagne en 1918, elle prit le nom de « Bibliothèque d'État prussienne ».
Après le déménagement de la bibliothèque, l'édifice abrite des amphithéâtres de l'université Frédéric-Guillaume, ainsi que la grande salle ornée de la peinture monumentale Discours de Fichte à la nation allemande par Arthur Kampf. Les deux statues de Fichte et Savigny créés par Hugo Lederer dominent l'entrée principale. Pendant la Seconde Guerre mondiale, des parties du bâtiment ont été réduits en ruines par des raids aériens. Pendant la bataille de Berlin en 1945, tout l'intérieur a été brûlé.
La façade baroque fut reconstruite entre 1963 et 1969. L'Alte Bibliothek est aujourd'hui occupée par la faculté de droit de l'université Humboldt comme le Vieux Palais (Altes Palais) situé dans son prolongement. 